# Canto (métrica)

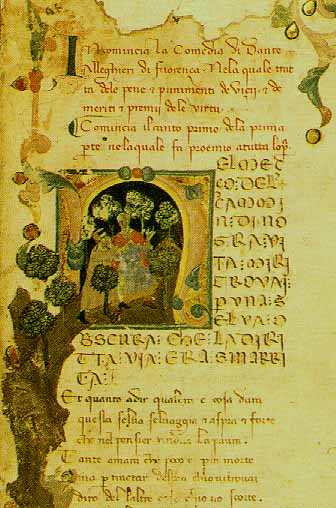
Detalle de un manuscrito del de la Divina Comedia (Inferno, Purgatorio, Paradiso) dividido en 100 cantos.

El canto (pronunciación en italiano: /ˈkanto/) es una forma de división en la poesía larga medieval y moderna. La palabra «canto» se deriva de la palabra italiana para «cantar», que proviene del latín cantus, «canto», del verbo infinitivo canere, «cantar». El uso del canto fue descrito en la edición de 1911 de la Encyclopædia Britannica como «una división conveniente cuando la poesía la cantaba con más frecuencia el juglar con su propio acompañamiento que la leída.» No existe un formato, construcción o estilo específico para un canto y no se limita a ningún tipo de poesía.
Algunos poemas famosos que emplean la división del canto son la Divina Comedia de Dante (con 100 cantos), Los lusiadas de Camões (10 cantos), Jerusalén liberada de Torquato Tasso (20 cantos), Don Juan de Lord Byron (17 cantos, el último de los cuales está inacabado) y The Cantos de Ezra Pound (116 cantos).
La duración típica de un canto varía mucho de un poema a otro. El canto promedio en la Divina Comedia es de 142 versos, mientras que el canto promedio en Los lusiadas es de 882 versos.